# Dul Baut
Dul Baut är en ö i Eritrea.   Den ligger i regionen Norra rödahavsregionen, i den nordöstra delen av landet, 90 km nordost om huvudstaden Asmara. Arean är 0,50 kvadratkilometer.
Terrängen på Dul Baut är mycket platt. Öns högsta punkt är 10 meter över havet. Den sträcker sig 0,7 kilometer i nord-sydlig riktning, och 1,1 kilometer i öst-västlig riktning.